# Leipoldtia
Genre
Classification phylogénétique
Leipoldtia L.Bolus est un genre de plante de la famille des Aizoaceae.
Leipoldtia L.Bolus in Pole Evans, Fl. Pl. S. Africa 7: 256 (1927)
Type : Leipoldtia constricta (L.Bolus) L.Bolus (Mesembryanthemum constrictum L.Bolus)

## Liste des sous-genres
- Leipoldtia subgen. Aureae H.E.K.Hartmann
- Leipoldtia subgen. Cephalophylloides H.E.K.Hartmann & S.Rust
- Leipoldtia subgen. Spinosae H.E.K.Hartmann & Stüber

## Liste des espèces
- Leipoldtia alborosea (L.Bolus) H.E.K.Hartmann & Stüber
- Leipoldtia amplexicaulis L.Bolus
- Leipoldtia aprica (A.Berger) L.Bolus
- Leipoldtia brevifolia L.Bolus
- Leipoldtia britteniae L.Bolus
- Leipoldtia calandra L.Bolus
- Leipoldtia ceresiana L.Bolus ex Graessn.
- Leipoldtia compacta L.Bolus
- Leipoldtia compressa L.Bolus
- Leipoldtia constricta L.Bolus
- Leipoldtia framesii L.Bolus
- Leipoldtia frutescens (L.Bolus) H.E.K.Hartmann
- Leipoldtia gigantea Klak
- Leipoldtia grandifolia L.Bolus
- Leipoldtia herrei (Schwantes) Schwantes in H.Jacobsen
- Leipoldtia jacobseniana Schwantes
- Leipoldtia klaverensis L.Bolus
- Leipoldtia laxa L.Bolus
- Leipoldtia littlewoodii L.Bolus
- Leipoldtia lunata H.E.K.Hartmann & S.Rust
- Leipoldtia nelii L.Bolus
- Leipoldtia pauciflora L.Bolus
- Leipoldtia plana L.Bolus
- Leipoldtia rosea L.Bolus
- Leipoldtia schultzei (Schltr. & Diels) Friedrich
- Leipoldtia uniflora L.Bolus
- Leipoldtia weigangiana (Dinter) Dinter & Schwantes